# مقاطعة بالتاشيفسكي
مقاطعة بالتاشيفسكي ((بالروسية: Балта́чевский райо́н)‏ . (بالباشقيرية: Балтаc районы)‏) هي مقاطعة إدارية  وبلدية  (رايون)، واحدة من أربعة وخمسين مقاطعة في جمهورية باشكورتوستان، روسيا. وهي تقع في شمال الجمهورية وتحدها مقاطعة تاتيشلينسكي ‏ في الشمال، ومقاطعات أسكينسكي وكارايدلسكي ‏ في الشرق، مقاطعة ميشكينسكي ‏ في الجنوب، ومع مقاطعة بوراييفسكي ‏ في الغرب. تبلغ مساحة المقاطعة 1,598 كيلومتر مربع (617 ميل2). مركزها الإداري هو البلدة الريفية (سيلو) من ستاروبالتاشيفو. حسب تعداد عام 2010، كان مجموع سكان المنطقة 21,623، حيث سكان ستاروبالتاشيفو يمثلون 25.9 ٪ من هذا العدد.

## التاريخ
تأسست المقاطعة في عام 1930.

## الوضع الإداري والبلدي
في إطار التقسيمات الإدارية، تعد مقاطعة أبزيليلوفسكي واحدة من أربعة وخمسين مقاطعة في جمهورية باشكورتوستان. تنقسم المقاطعة إلى خمسة عشر سيلسوفيت، تضم تسعة وسبعون تجمعا ريفيًا. باعتبارها تقسيمًا للبلدية، تم دمج المقاطعة في مقاطعة بلدية بالتاشفسكي. تم دمج السيلسوفيتات الخمس عشرة التابعة لها كخمس عشرة بلدة ريفية داخل مقاطعة البلدية. تعد قرية ستاروبالتاشيفو بمثابة المركز الإداري لكل من المقاطعة الإدارية والبلدية.

## السكان
| السكان | السكان | السكان | السكان | السكان | السكان | السكان | السكان | السكان | السكان |
| 2002   | 2008   | 2009   | 2010   | 2012   | 2013   | 2014   | 2015   | 2016   | 2017   |
| ------ | ------ | ------ | ------ | ------ | ------ | ------ | ------ | ------ | ------ |
| 24695  | ↘23569 | ↘23345 | ↘21623 | ↘20889 | ↘20385 | ↘19791 | ↘19521 | ↘19196 | ↘18981 |